# Chi tiêu chính phủ
Đầu tư công là các khoản chi tiêu, đầu tư hoặc thanh toán định kỳ của chính phủ để cung ứng hàng hóa công cộng, chẳng hạn như khi chính phủ bỏ tiền vào phát triển đường sá, trường học, quân sự, v.v...
Đầu tư công là một thành phần quan trọng của tổng cầu. Kinh tế học Keynes cho rằng đầu tư công cộng có tác dụng thúc đẩy tổng cầu thông qua số nhân tài chính. Dựa vào đó, họ đề cao vai trò của chính sách tài chính.